# François (álbum)
François es el primer álbum francés de Desireless, editado en 1989. El sencillo "Voyage Voyage" fue un gran éxito en muchos países europeos y asiáticos, incluso en Sudamérica vendiendo más de 5 millones de copias. siendo de las pocas canciones francesas que han sido masivas entrando en las listas top de un mercado dominado por el idioma inglés.-

## Lista de temas[2]
1. "Qui sommes nous" – 4:31 (¿Quiénes somos?)
2. "Animal" – 4:48
3. "Hari ôm Ramakrishna" – 5:11
4. "Tombée d'une montagne" – 5:07 (Caída de una montaña)
5. "Dis pourquoi (New age mix)" – 0:36 (Di por qué)
6. "Oublie-les, oublie" – 3:58 (Olvídales, olvida)
7. "Les commencements" – 4:04 (Los comienzos)
8. "Elle est comme les étoiles" – 4:15 (Ella es como las estrellas)
9. "Qui peut savoir" – 3:48 (Qué puede saber)
10. "John" – 4:14
11. "Dis pourquoi" – 4:42 (Di por qué)
12. "Voyage, voyage" – 4:22 (Viaja, viaja)

- Música y letras: Jean Michel Rivat
- Excepto "Qui peut savoir" y "Voyage, voyage": escritas por J. M. Rivat. y compuestas por J. M. Rivat & D. Dubois.

### 2001 CD Lista de temas reedición
- Etiqueta: Choice Of Music
- Número de catálogo: 200 105-2

1. "Voyage, voyage" - 4.24
2. "John" - 4.13
3. "Qui sommes-nous?" - 4.28
4. "Elle est comme les étoiles" - 4.14
5. "Animal" - 4.48
6. "Hari ôm Ramakrishna" – 5:10
7. "Tombée d'une montagne" – 5:08
8. "Oublie-les, oublie" – 3:58
9. "Les commencements" – 4:04
10. "Qui peut savoir" – 3:48
11. "Dis pourquoi" - 4.41
12. "Star" - 4.39
13. "Voyage, voyage" (Maxi version) - 6.41
14. "John" (Maxi version) - 6.27
15. Qui sommes-nous?" (Europe remix) - 6.38

## Sencillos
- "Voyage Voyage" – 1986 (Francia #2, Alemania #1, UK #5)[3]
- "John" – 1988
- "Qui sommes nous" – 1989
- "Elle est comme les étoiles" – 1990

## Créditos del álbum
- Producido por: Jean Michel Rivat
- Ingenieros de Grabación: Alain Lubrano y Jean Christoph-Varielle
- Ingenieros de Mezcla: Olivier Bosson y Frank Segarra
- Estudios de Grabación: Studio Marcadet, París, Francia, D'Aguesseau, Boulogne-sur-Mer, Francia)
- Mezclado en: Studio Marcadet, París, Francia & Paradise Studio, Múnich, Alemania
- Masterizado en: Master One, París, Francia
- Ingeniero de Masterización: Herb Powers
- Técnico de Remasterización: Tom Coyne
- Fotografías: Levon Parian
- Diseño Gráfico: Graham Smith